# Kanton Aubigny-en-Artois
Aubigny-en-Artois is een voormalig kanton van het Franse departement Pas-de-Calais. Het kanton maakte deel uit van het arrondissement Arras. 
In 2015 werd het kanton opgeheven, het overgrote deel ging naar het kanton Avesnes-le-Comte. Averdoingt, Gouy-en-Ternois, Monchy-Breton en La Thieuloye gingen naar het kanton Saint-Pol-sur-Ternoise. Bajus en La Comté gingen over naar het kanton Bruay-la-Buissière dat in het arrondissement Béthune ligt.

## Gemeenten
Het kanton Aubigny-en-Artois omvatte de volgende gemeenten:
- Agnières
- Ambrines
- Aubigny-en-Artois (hoofdplaats)
- Averdoingt
- Bailleul-aux-Cornailles
- Bajus
- Berles-Monchel
- Béthonsart
- Camblain-l'Abbé
- Cambligneul
- Capelle-Fermont
- Chelers
- La Comté
- Frévillers
- Frévin-Capelle
- Gouy-en-Ternois
- Hermaville
- Izel-lès-Hameau
- Magnicourt-en-Comte
- Maizières
- Mingoval
- Monchy-Breton
- Penin
- Savy-Berlette
- La Thieuloye
- Tilloy-lès-Hermaville
- Tincques
- Villers-Brûlin
- Villers-Châtel
- Villers-Sir-Simon